# Halichoeres notospilus
Halichoeres notospilus es una especie de peces de la familia Labridae en el orden de los Perciformes.

## Morfología
Los machos pueden llegar alcanzar los 25,4 cm de longitud total.

## Distribución geográfica
Se encuentra desde Bahía Magdalena (México) hasta el Perú, incluyendo las Islas Galápagos.